# Erna van Osselen

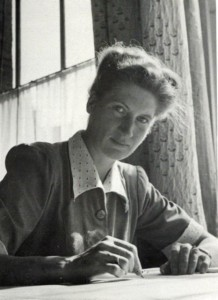
Erna van Osselen en 1948

Ernestine Pauline (Erna) van Osselen ( Ámsterdam, 13 de julio de 1903 - Laren, 21 de agosto de 1989 ) fue una artista neerlandesa .

## Biografía
Erna van Osselen nació en Entrepotdok cerca de Kattenburg, lugar de residencia  de la familia del ingeniero eléctrico Van Osselen. De 1921 a 1925 recibió educación en deoración en la Escuela de Arquitectura, Artes Decorativas y Artesanía de Haarlem, donde fue instruida, entre otros, por Ben Kamp. En 1935 comenzó  en la Staatsschule für angewandte Kunst de Múnich un curso avanzado de tres semestres. Vivía en el centro de Ámsterdam en un piso de Stadsherstel cerca del Magere Brug sobre el Amstel. Permaneció soltera.
A la edad de 77 años se mudó a Laren. Vivió allí desde 1981 hasta su muerte el 21 de agosto de 1989 en Rosa Spier Huis,  en Esschenboom.
Además de su trabajo como artista, Erna van Osselen fue socialmente activa.

## Obra como artista

Monte Kelett, Hong Kong; dibujo a pluma 355 mm X 254 mm; 1953 Rijsmuseum

Expresó su creatividad artística como calígrafa, dibujante, diseñadora gráfica y vidriera .
Como calígrafa realizó, entre otras cosas, la acreditación de Winston Churchill como doctor honorario de la Universidad de Leiden, y un certificado que acompañaba el regalo de la reina Guillermina al general Eisenhouwer. Como diseñadora gráfica realizó, entre otras cosas, los carteles para la feria anual de 1929 y para una exposición internacional en 1947 en el Stedelijk Museum de Ámsterdam.
El dibujo fue su gran amor y dibujó muchos paisajes delicados. Eso le supuso grandes satisfacciones hasta la vejez. Otto Treumann dice sobre sus dibujos:: 

Es especialmente infalible en el sentido   de la composición: Erna toma piezas de la naturaleza, que elige conscientemente para reconstruirlas en un mundo propio. Armonía. Luego, ese amor magistral por el detalle, el dominio de las innumerables estructuras, tanto del paisaje como de los árboles, arbustos, flores, pradera. Es sencillamente asombroso lo que llega a conseguir con todas esas finas líneas, una riqueza de grises, estructuras y espacios sin precedentes.

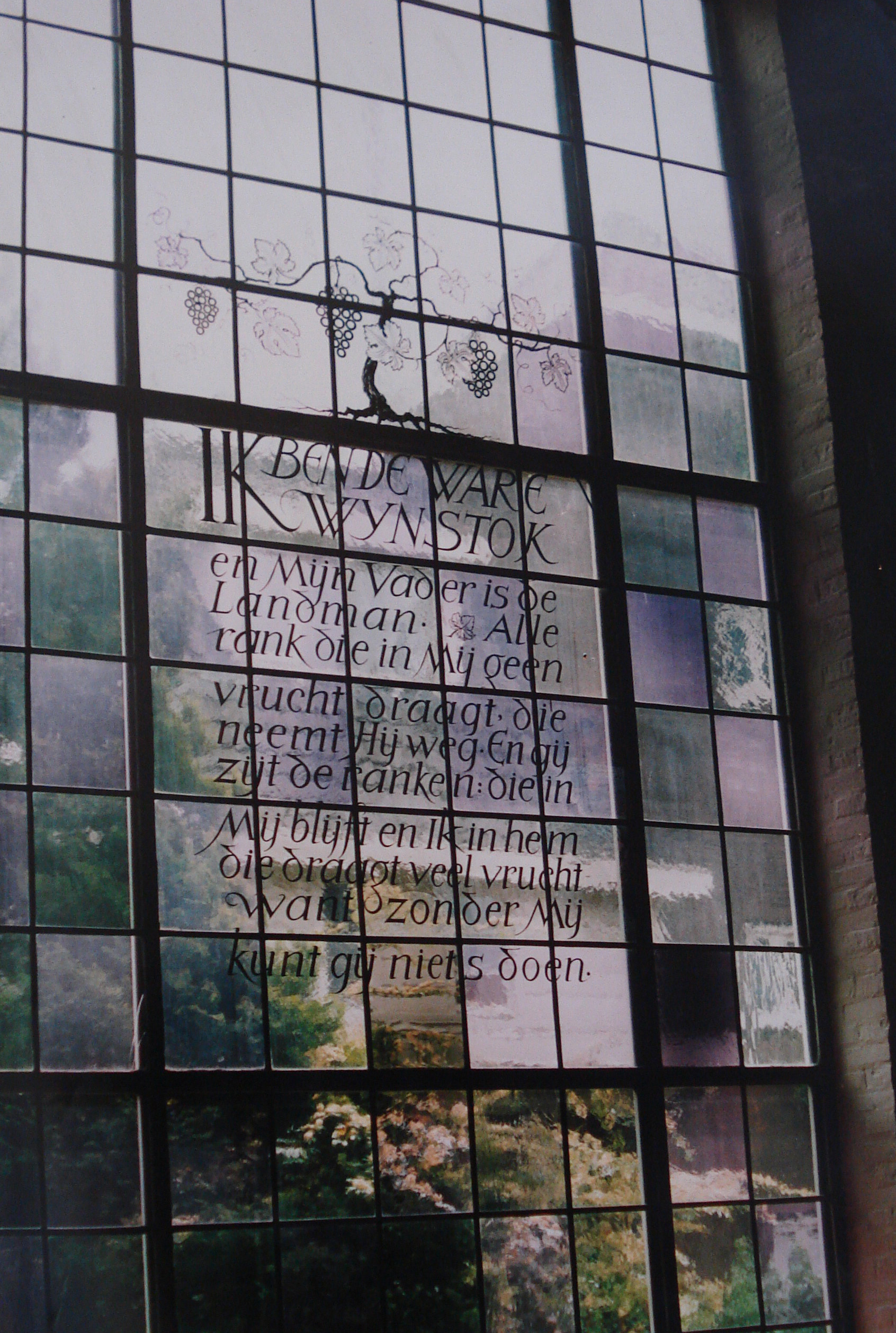
Vitral. Iglesia Remonstrant Eindhoven

Van Osselen expuso frecuentemente  en el Stedelijk Museum Amsterdam . Hizo su primera vidriera para la Exposición Internacional de Artes Aplicadas de 1937 en París, presentada en el pabellón de Arte Religioso. A diferencia de casi todas las demás vidrieras, la ventana deja entrar mucha luz. Y también, no tan frecuenteente, contiene un texto. La imagen es una enredadera con zarcillos, ejecutada en diferentes tonos de gris. El texto está caligrafiado. La composición uniforme y vivaz de la superficie es especial. Otras ventanas de su producción  se encuentran en la Iglesia reformada holandesa en Schore (un juego de seis ventanas) y en las habitaciones comunicadas de la casa de campo Noorderheide en Vierhouten.

## Actividad social
Su nombramiento como secretaria del comité que preparó la Exposición Universal de 1937 suscitó muchos recelos.  La diputada Frida Katz exclamó asombrada: "¡Eso no puede ser! ¡Una mujer en una Comisión Estatal !" 
Antes de la Segunda Guerra Mundial fue secretaria del círculo de Ámsterdam de la Nederlandsche Vereeniging voor Ambachts-en Nijverheidskunst (VANK), que se disolvió durante la guerra. Durante la guerra fue miembro de la junta directiva de la organización de artistas, ilegal,  que se activó a finales del verano de 1944. Esto no estuvo exento de peligro: varios artistas habían sido ejecutados recientemente, y algunos de los amigos de Van Osselen fueron encarcelados, otros habían sido deportados. Inmediatamente después del final de la guerra se creó una nueva organización del grupo de artistas.
Participó activamente en la fundación,  y fue secretaria desde el principio,  inmediatamente después de la guerra,   de la Federación de las Artes (GKf). También fue miembro del Comité de Purificación de artistas, y miembro de la junta directiva de la Asociación Profesional de Artistas Visuales . También perteneció a varias organizaciones profesionales y fue miembro de varios jurados para la presentación de premios de arte.
Van Osselen fue miembro de la junta de Werkschuit. En esa nave, que estaba cerca de la casa de Van Osselen en el Puente Magere, se llevó a cabo una investigación sobre el papel del arte y la educación. También promovió la importancia del arte como miembro de la junta de Schans, la escuela industrial para niñas.